# Alexander Konstantinowitsch Nikitin

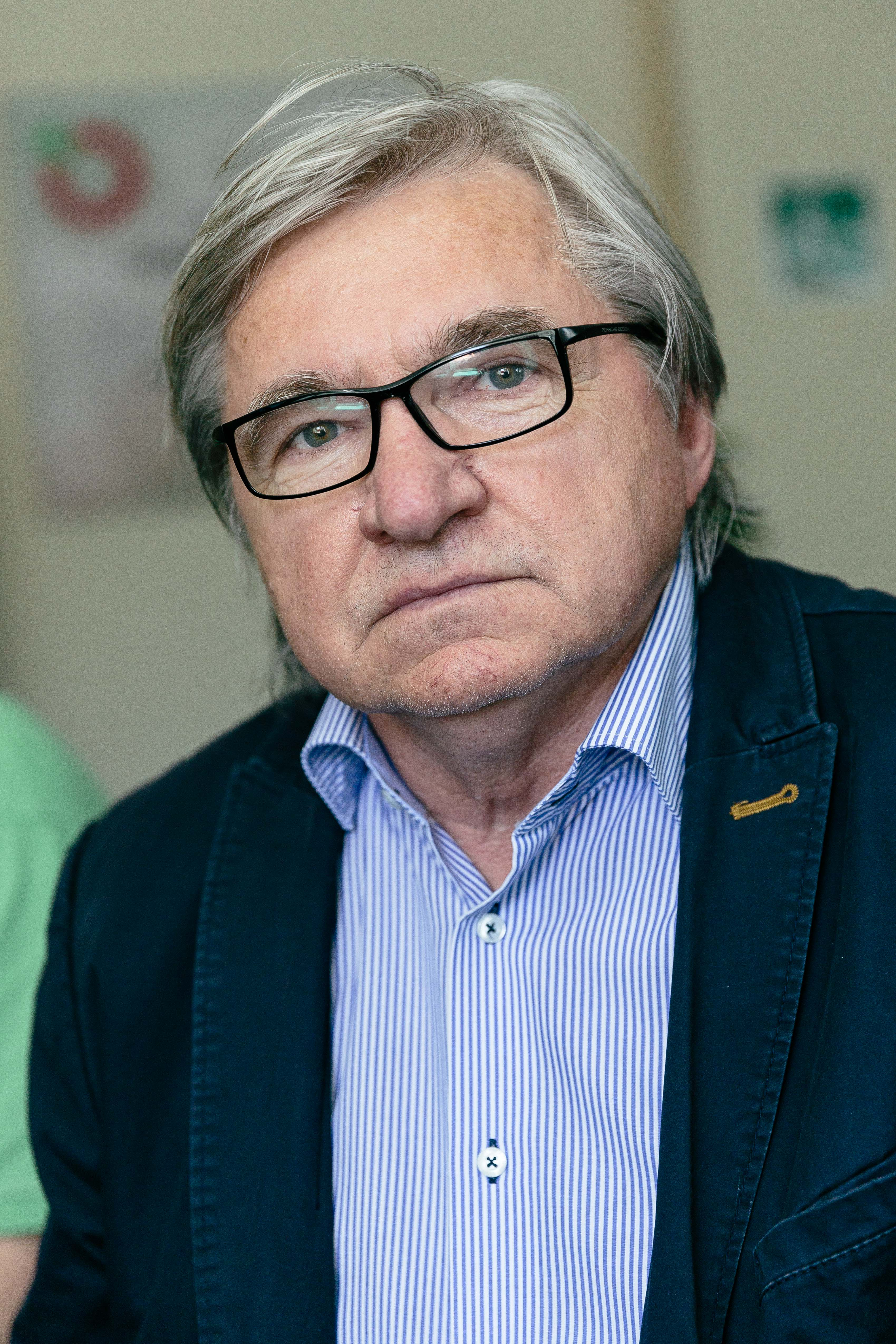
Alexander Konstantinowitsch Nikitin, 2018

Alexander Konstantinowitsch Nikitin (russisch Александр Константинович Никитин; * 16. Mai 1952 in Achtyrka, Ukrainische SSR) ist ein ehemaliger Offizier der russischen Nordflotte und Inspektor für Atomsicherheit, der nach seinem Ausscheiden aus der Kriegsmarine für westliche Umweltschutzorganisationen tätig wurde.

## Militärkarriere
Nikitin schloss 1974 sein Studium an der Höheren Marine-Ingenieursakademie in Sewastopol mit einem Diplom als „Ingenieur für elektroenergetische Systeme der Atom-U-Boote“ ab. Von 1974 bis 1985 diente er als Bordingenieur auf Atom-U-Booten der Nordmeerflotte.
1987 erwarb er auf der Seekriegsakademie Marschal A. A. Gretschko in Leningrad ein weiteres Diplom als „Ingenieur-Organisator der Nutzung atomgetriebener Anlagen“. Anschließend leitete er als Kapitän 1. Ranges (vergleichbar dem deutschen Kapitän zur See) die Gruppe für Inspektion der Nuklearsicherheit des Verteidigungsministeriums zunächst der UdSSR, ab 1992 der Russischen Föderation. 1992 schied er auf eigenen Wunsch aus dem Dienst aus.

## Politisches Engagement
Nikitin begann im Jahre 1994, mit der internationalen norwegischen Umweltstiftung Bellona und später auch mit westlichen Journalisten zusammenzuarbeiten. 1998 übernahm er die Leitung des Büros für Umweltrecht von Bellona in Sankt Petersburg, er beschäftigte sich dort sowohl mit Umweltproblemen und Fragen der atomaren Sicherheit als auch mit Menschenrechtsfällen.
Er trat der oppositionellen Partei Jabloko bei und gründete in ihr die Arbeitsgruppe „Grünes Russland“.

## Strafverfahren
Im Februar 1996 wurde Nikitin vom russischen Inlandsgeheimdienst FSB verhaftet und wegen Landesverrats sowie Spionage angeklagt. Unmittelbarer Anlass dazu war sein Beitrag zu einem international veröffentlichten Bericht von Bellona über die Gefahren durch unzureichende atomare Sicherheit bei der russischen Nordflotte. In Russland wurde der Bericht umgehend verboten und den Autoren, insbesondere Nikitin, drohte im Falle einer Verurteilung im Sinne der Anklage sogar die Todesstrafe.
Nach zehn Monaten in Untersuchungshaft wurde Nikitin auf Befehl von Michail Katuschew, damals Stellvertretender Generalstaatsanwalt Russlands, im Dezember 1996 aus der Haft entlassen. Mit der Entlassung aus der Untersuchungshaft war das Verfahren jedoch nicht eingestellt und die Anklage noch nicht aufgehoben. Erstmals stand Nikitin im Oktober 1998 in der Sache vor Gericht, dabei wies das Stadtgericht von Sankt Petersburg die gegen ihn von der Anklage vorgelegten Beweise ab. Statt Nikitin allerdings freizusprechen, übergab das Gericht den Fall für weitere Untersuchungen zurück an den FSB. Das Berufungsgericht bestätigte im Februar 1999 diese Entscheidung und der FSB erhob im Juli 1999 eine neue Anklage.
Die zweite Verhandlungsrunde begann im November 1999 ebenfalls vor dem Stadtgericht in Sankt Petersburg. Zu Nikitins Gunsten sagte der pensionierte Konteradmiral Nikolai Mormul aus, der wegen seiner Kritik an der illegalen Entsorgung von Atommüll in den 1980er Jahren fünfeinhalb Jahre inhaftiert war und nach der Auflösung der Sowjetunion zunächst im westlichen Ausland, dann auch in Russland dazu publiziert hatte. Mormul wies zu Nikitins Verteidigung darauf hin, dass alle Informationen, die dieser und auch er selbst an Umweltschützer weitergegeben hätten, aus „offenen Quellen“ stammten. Das Verfahren endete am 29. Dezember 1999 mit einem kompletten Freispruch. Die Anklage ging dagegen in Berufung, doch wurde sie durch die nächsthöhere Instanz abgelehnt. Der Freispruch wurde mit Wirkung zum 17. April 2000 rechtskräftig.
Die Anklagebehörde war jedoch nicht bereit, diesen Freispruch einfach hinzunehmen. Am 30. Mai 2000 verlangte der russische Generalstaatsanwalt vom Präsidium des höchsten russischen Gerichts, den Fall erneut aufzunehmen. Das Präsidium des obersten Gerichts Russlands lehnte diesen Wiederaufnahmeantrag am 13. September 2000 ab. Der Fall erfuhr insofern ganz grundlegende Bedeutung, als erstmals in Russland eine vom bislang nahezu allmächtigen russischen Inlandsgeheimdienst FSB vor Gericht erhobene Anklage in letzter Instanz zurückgewiesen und der Beschuldigte vollständig freigesprochen wurde.

## Auszeichnungen
1997 wurde Nikitin der Goldman-Umweltpreis verliehen. Er war allerdings infolge des gegen ihn laufenden Verfahrens daran gehindert, an der Verleihungszeremonie selbst teilzunehmen. 1999 wurde er als erster Preisträger mit dem Whistleblower-Preis ausgezeichnet.